# Ан-40
Ан-40 — военно-транспортный самолёт с укороченным взлётом и посадкой, дальнейшее развитие самолёта Ан-12Д. Работы по проекту начались в 1964 году. В 1965 году был построен макет Ан-40 в натуральную величину, однако на этом проект остановили.

## Предназначение
Самолёт должен был перевозить грузы наземного и воздушного десантирования, максимальной нагрузкой 30 т при взлётной массе 95 т на расстояние 2750 км. Воздушное десантирование грузов обеспечивалось спецоборудованием, вмонтированным в пол грузового отсека. При наземном десантировании личного состава в грузовой кабине устанавливаются десантные сиденья на 125 человек. Также был предусмотрен санитарный вариант, в котором в грузовой кабине устанавливались 82 унифицированных армейских носилок.

## Описание
Силовая установка состоит из четырёх турбовинтовых двигателей ТВД АИ-30 с четырёхлопастными винтами. Для улучшения взлётно-посадочных дистанций дополнительно устанавливаются четыре спаренных разгонно-тормозных двигателя РД-36 в двух мотогондолах, подвешенных на пилонах под крылом между гондолами основных двигателей.
В носовой части фюзеляжа расположены три кабины: кабина штурмана, за ней кабина экипажа и кабина сопровождающих на 17 человек.  Далее идёт грузовая кабина. В хвостовой части фюзеляжа расположена кормовая башня ДБ-75. В кормовой башне размещены две двухствольные скорострельные 23-мм пушки АО-9, прицельная радиолокационная станция ПРС-4 «Криптон» и вычислительный блок ВБ-257А-5. Кормовая башня дистанционно управляется бортстрелком, место которого находится над кабиной сопровождающих. В обтекателях шасси размещены кассетные держатели для автоматически сбрасываемых контейнеров пассивных отражателей помех.
Воздушное десантирование боевой техники и грузов обеспечивается механизированным способом или при помощи вытяжных парашютов спецоборудованием, вмонтированным в конструкцию грузового пола.

## Характеристики (по расчётам)
- Размеры грузовой кабины, м
  - длина 15,46
  - ширина 3,45
  - высота 2,6
- Тип двигателя 4 х АИ-30
- Тяга двигателя (э.л.с.) 4 х 5500
- Максимальная взлётная масса, т 95,0
- Максимальная полезная нагрузка, т 30,0
- Дальность полёта, км 15 500
- Крейсерская скорость, км/ч 550
- Практический потолок, м 9000

## Модификации
| Название модели | Краткие характеристики, отличия. |
| --------------- | --- |
| Ан-42 (проект)  | Вариант Ан-40 с системой управления вектором тяги. |
| АН-40ПЛО        | Самолет противолодочной обороны. В передней части увеличенных обтекателей шасси размещалась боевая нагрузка весом до 10 тонн. Самолет вооружался глубинными бомбами и торпедами. |